# Karl Marx (missionsläkare)
Karl Rudolf Marx, född 9 januari 1857 i Niesky, dåvarande Preussen, död 29 maj 1891 i Leh i provinsen Ladakh, nuvarande Indien, var en tysk ögonläkare, som var den första mähriska missionsläkaren i Tibet. Han var också en tibetolog och översatte delar av Ladakh Chronicles till tyska. Marx och hans två barn dog i tyfus i staden Leh år 1891, hans fru överlevde och återvände till Herrnhut. Marx var bror till Gustaf Dalman och farbror till Julia Aurelius. 